# 國立臺灣大學法律學院
國立臺灣大學法律學院為國立臺灣大學的教學研究單位之一，位於校總區第二校門（辛亥路與復興南路交會口附近），設有法律學系學士班（分有法學組、司法組、財經法學組）、碩士班（分有基礎法學組、公法學組、民事法學組、刑事法學組、財稅法學組、經濟法學組、國際法學組、商事法學組）、博士班（分有甲組、乙組），以及科際整合法律學研究所碩士班。

## 歷史

### 日治時期
臺大法律學院源於1928年所設立之「臺北帝國大學文政學部政學科」，其設有憲法講座、行政法講座、經濟學講座、政治學政治史講座等。

### 民國時期
1945年，中華民國國民政府接收臺北帝國大學，並改制為「國立臺灣大學」，法律設於「國立臺灣大學文政學院」。1946年4月，國立臺灣大學文政學院改分設為「國立臺灣大學法學院」與「文學院」。其中，國立臺灣大學法學院下設政治、經濟、法律三學系。1947年，臺大法學院接收於日治時期原稱為臺灣總督府高等商業學校的「臺灣省立法商學院」，並將其改制為「國立臺灣大學法學院商學系」；臺大法學院且遷至徐州路校區（徐州路21號）。
1987年，時任臺大校長孫震將商學四系所從法學院獨立成立「管理學院」。台大1995學年度第二學期第二次校務會議第一次延會決議通過法律系升格為「國立臺灣大學法律學院」，原法學院則更名為「社會科學院」；1998年11月中華民國教育部同意校方所提之升格案，惟時值學期中可能造成不便，故兩院於1999年7月始正式分離。2004年8月，新設「科際整合法律學研究所」。

## 歷任院長

### 法學院時期
- 標註粗體者為法律學系教授

1. 劉鴻漸 （1947年9月至1948年6月）
2. 薩孟武 （1948年9月至1959年7月）
3. 施建生 （1959年8月至1967年7月）
4. 林霖 （1967年8月至1970年2月）
5. 韓忠謨 （1970年3月至1975年9月）
6. 姚淇清 （1975年10月至1981年7月）
7. 張劍寒 （1981年8月至1984年7月）
8. 袁頌西 （1985年8月至1988年1月）
9. 華嚴 （1988年2月至1990年7月）
10. 戴東雄 （1990年8月至1994年9月）
11. 柯澤東 （1994年10月至1996年8月）
12. 許介鱗 （1996年12月至1999年7月）

### 法律學院時期
1. 廖義男 （1999年8月－2002年7月）
2. 許宗力 （2002年8月－2003年7月）
3. 羅昌發 （2003年8月－2006年7月）
4. 蔡明誠 （2006年8月－2012年7月）
5. 謝銘洋 （2012年8月－2015年7月）
6. 詹森林 （2015年8月－2016年7月）
7. 曾宛如 （2016年8月－2019年7月）
8. 陳聰富 （2019年8月－2022年7月）
9. 王皇玉 （2022年8月－迄今）

## 建築
臺大法律學院之兩棟新系館霖澤館與萬才館，用地涵括在台大黑森林範圍裡。這兩棟建築是由蔡萬才、蔡萬霖兄弟集團共同捐贈新台幣4億元興建，以做為法律學院自徐州路校區遷回校總區的新館。台大法律系自成立以來就與社科院併在一起，其系館也位於徐州路校區上；直到1999年兩院正式分離後，因發展需求，校方才有將法學院遷回總校區的決定。
2003年1月1日，國泰及富邦與臺大校方舉行捐贈簽約儀式。2006年5月12日開土，2009年6月8日正式啟用。
霖澤館以及萬才館皆由華業（薛昭信）建築事務所及景觀設計師夏漢明共同設計。雖然霖澤館和萬才館同為現代風格之新式建築，但仍保有原位於徐州路的院社是古樸典雅的紅磚外形，使得這兩棟建築物能與總區其他舊式建築相融合，不會顯得過於突兀。霖澤館則是現代主義的大量水平線結構，外觀上雖保有徐州路法學院之建築風格，但其採用大量玻璃作為帷幕。在建築外觀上，霖澤館為保留黑森林綠地，而與國青宿舍配合形成“L”型設計。
萬才館之外形與霖澤館十分相似，兩者皆為L型設計，皆採用大量玻璃作為帷幕；然若仔細觀看萬才館之低樓層，便能發現其與霖澤館相異處。遠觀萬才館，就能發現其特徵即一樓外側延伸向上至二樓的寬敞的樓梯。萬才館五樓以上之中間有一個螺旋的圓形樓梯，樓梯中間空位為一頂部由許多線條交錯天井，光線從頂樓灑落至樓下四處會形成獨特的影子。

### 霖澤館
25°01′14″N 121°32′37″E / 25.02056°N 121.54367°E

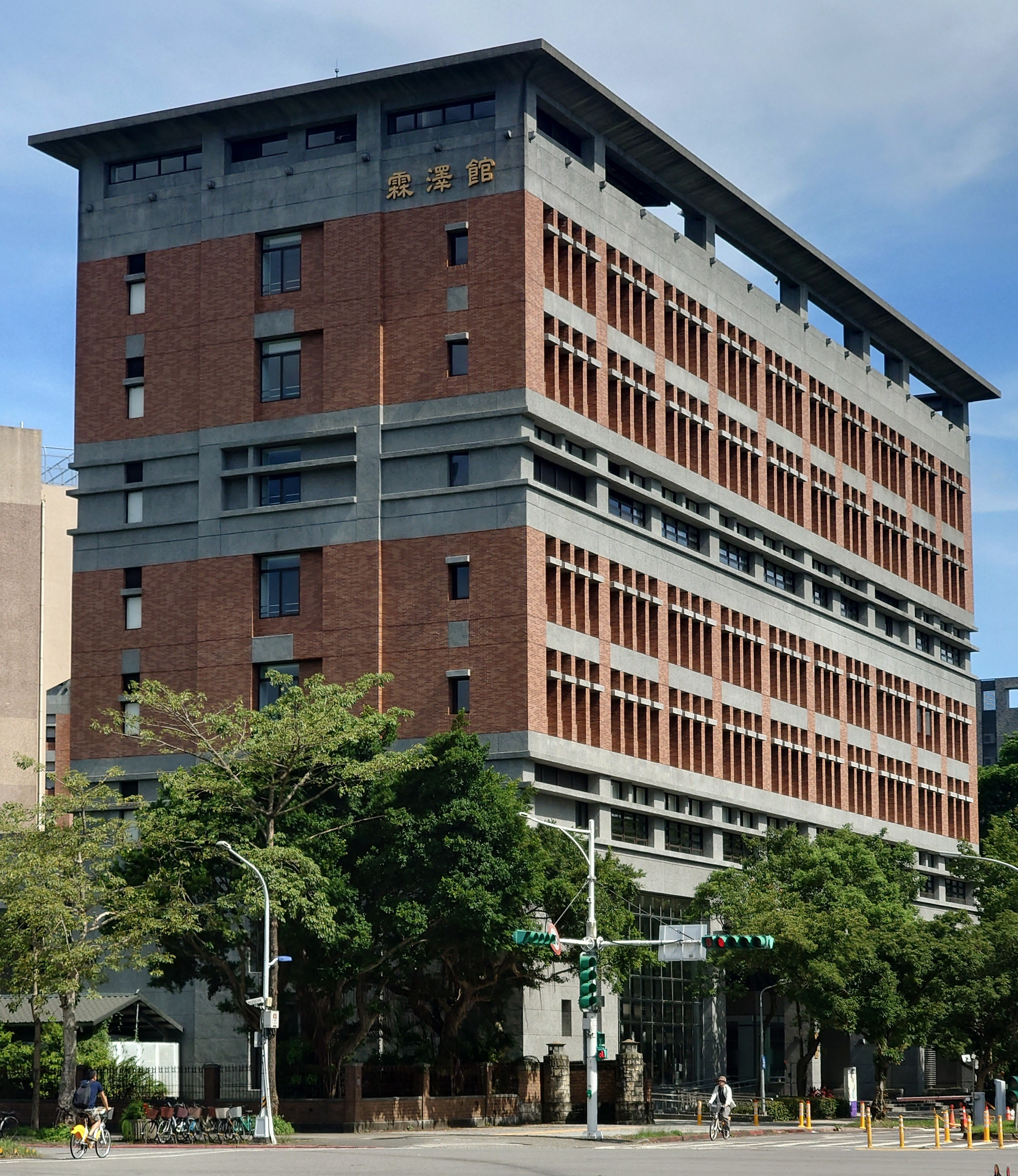
霖澤館

霖澤館，建於2009年。其門牌編碼為E51，佔地面積為9,800.35平方公尺，是地上7層、地下1層之教學研究大樓。其位置在校總區後門黑森林、國青宿舍及萬才館前邊、辛亥路與復興南路口處，是一棟現代風格的建築物。除了有一般上課用的教室外，還設置了院系辦公室多媒體教學課室、透明實習法庭、國際會議廳等。三樓有座空中花園，據說其原本面貌本是閒置的空曠地，但經由法律學院學生美化後才成為今日之面貌。

### 萬才館
25°1′15.05″N 121°32′14.45″E / 25.0208472°N 121.5373472°E

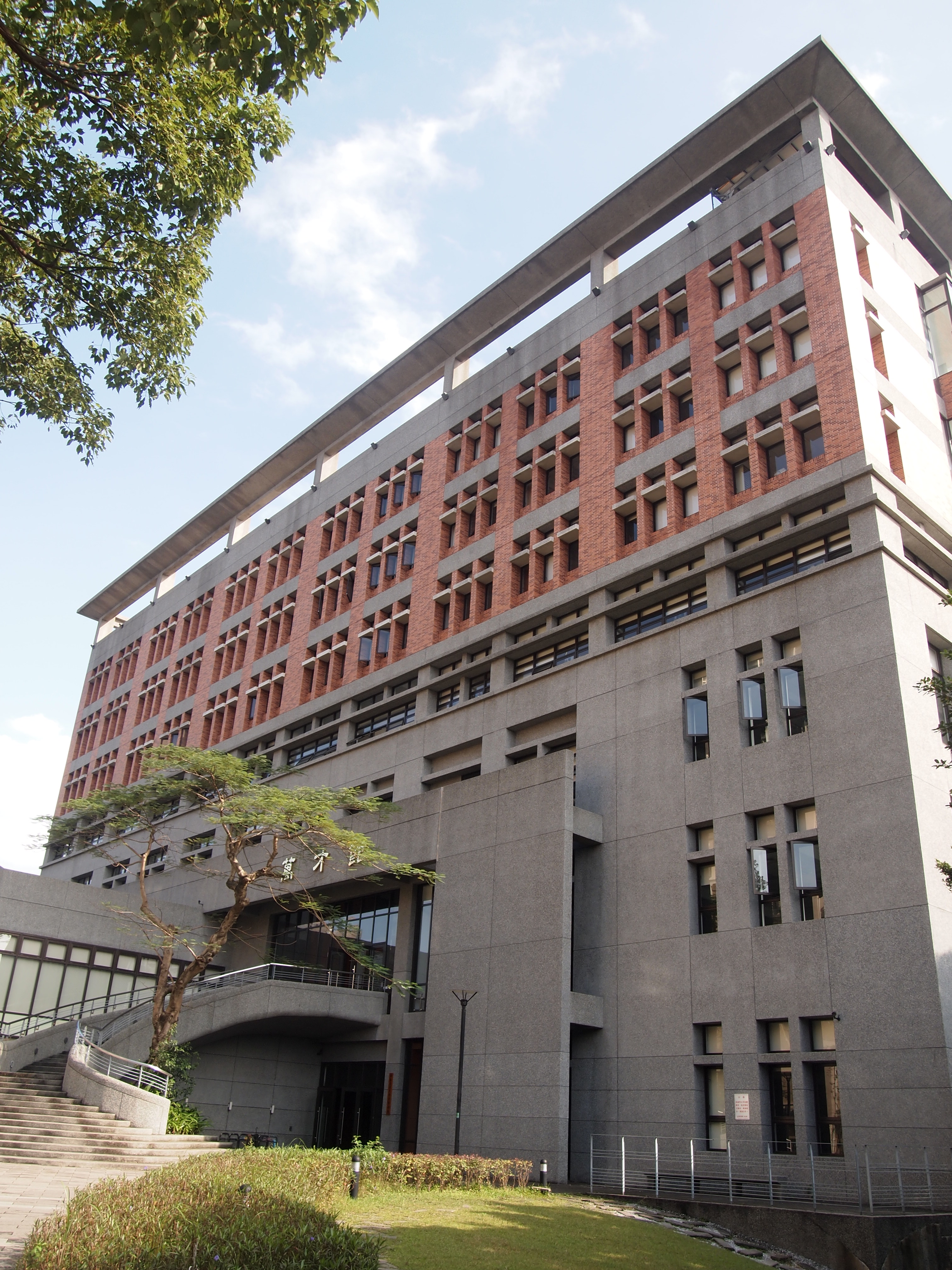
萬才館

萬才館，建於2009年。其門牌編碼為E53，佔地面積為9,261.32平方公尺，是地上8層、地下1層之辦公研究大樓。其主要用途是為圖書館與研究室使用之研究。除了有教學用途之教室外，還有法律圖書館、學科及研究中心辦公室、研究生研究室。。位於臺大第二校門的黑森林後側，國青宿舍、以及霖澤館的左側，辛亥路與復興南路交叉路口處的一棟新式風格的建築物。

#### 法律學院圖書館
法律學院圖書館，簡稱「法律圖」或「法圖」，源於法學院位於徐州路校區（原臺灣總督府高等商業學校）上之法社分館以及法政研究生圖書館內。法律學院自從2009年遷回總區才在萬才館成立法律圖（位於萬才館1、2樓，總面積約1,365平方公尺），將有關法律學上的藏書、期刊、參考書類自徐州路運回（法社分館直至2014年社科院遷回校總區，才改制為「臺大社科院辜振甫圖書館」）。法律圖一樓擺設參考書、各類期刊，並在此樓層設有兩間討論室、一間法律資料特藏室、筆電使用區；二樓則為一般圖書區可供外借，全館共計有180個閱覽位子。

## 外部連結
- 國立臺灣大學法律學院 （页面存档备份，存于）（繁體中文）
- 國立臺灣大學科際整合法律學研究所 （页面存档备份，存于）（繁體中文）}
- 我們的綠屋頂！－－霖澤館屋頂規畫設計工作坊（页面存档备份，存于）（繁體中文）